# Corochinato
Il Vino Aperitivo Corochinato, o semplicemente Corochinato, è un vino bianco aromatizzato tipo vermut originario di Genova, versione locale del Barolo chinato del Piemonte, prodotto e distribuito dalla ditta Vini Allara di Pra'. Il nome stesso indica le origini nella località di Coronata (coro-chinato), dalle cui colline proveniva il vino bianco che costituiva il componente principale della ricetta del 1886.
Localmente è conosciuto anche come Asinello, nome derivato dall'etichetta della bottiglia che riporta un disegno dell'animale accompagnato dalla figura popolare di Paciugo, protagonista di una leggenda dell'XI secolo ambientata nei pressi del Santuario di Coronata, ed è diffuso come aperitivo, liscio ed accompagnato da una fetta di limone.

## Composizione
Il vino bianco prodotto da uva cortese viene infuso per un mese con più di quindici erbe (tra cui radice di genziana, cardo santo, timo, origano, cannella, radice di rabarbaro, corteccia di china calissala, salvia sclarea, bacche di ginepro, assenzio pontico, condurango, legno di quassio) ottenendo una gradazione di 16 gradi.

## Cultura di massa
Il liquore dà il nome all'album omonimo del 2019 del gruppo Ex-Otago, che include il brano Solo una canzone, presentato al Festival di Sanremo 2019.